# Jugoslawische Eishockeyliga 1937/38
Die Saison 1937/38 war die zweite Spielzeit der jugoslawischen Eishockeyliga, der höchsten jugoslawischen Eishockeyspielklasse. Meister wurde zum insgesamt zweiten Mal in der Vereinsgeschichte der SK Ilirija Ljubljana. Den Titel erhielt die Mannschaft vom jugoslawischen Verband verliehen als Anerkennung dafür, dass der SK Ilirija als zu diesem Zeitpunkt bester jugoslawischer Eishockeyklub galt.